# جبال هدسون
جبال هدسون هي سلسلة جبلية في غرب أرض إلسورث شرق خليج كرانتون وخليج جزيرة باين في الطرف الشرقي لبحر أموندسن. وهي من أصل بركاني، وتتكون من جبال منخفضة متناثرة ونوناتاك التي تبرز عبر الصفيحة الجليدية غرب أنتاركتيكا. يحد جبال هدسون من الشمال رف كوسجروف الجليدي ومن الجنوب نهر باين آيلاند الجليدي.